# Facultate
Facultatea este o unitate didactică și administrativă în cadrul unei instituții de învățământ superior, condusă de un decan și în care predă un ciclu de discipline științifice înrudite între ele, pentru pregătirea studenților și a doctoranzilor într-un anumit domeniu de specialitate (ex. Facultatea de filosofie a Universității din București, Facultatea de chimie industrială a Institutului politehnic din Iași).